# Aphyosemion cameronense
Aphyosemion cameronense är en art av fiskar som först beskrevs 1903 av George Albert Boulenger.
Arten är en halvannuell äggläggande tandkarp i  familjen Nothobranchiidae. Internationella naturvårdsunionen (IUCN) kategoriserar arten globalt som livskraftig. Inga underarter finns listade i Catalogue of Life.